# Nikola Jelić
Nikola Jelić, hrvatski malonogometni sudac i sudac dvoranskog nogometa iz Ivanca.
Pripadnik 6. naraštaja Policijske akademije. Od 2000. godine bio je vježbenikom u Postaji granične policije Bregana. Policijski službenik za prekogranični kriminalitet. Danas je policijski službenik PU zagrebačke. Čuva granice Hrvatske kao pomoćnik šefa smjene u Postaji granične policije Bregana.
Nikad nije bio aktivni nogometaš, odnosno nikad nije bio bio registriran ni u jednom klubu. Suđenjem se bavi od 18. godine. Prijavio se je u Županijski nogometni savez u Varaždinu izjavivši da želi postati nogometni sudac. Proces je uspješno krenuo, bio je sudac pripravnik, pa regionalni, pa savezni sudac. Od 2004. godine sudio je 1. i 2. malonogometnu ligu.

## Nagrade i priznanja
- Veljače 2019. proglašen za najboljeg sudca na svijetu za 2018. godinu prema izboru malonogometnog portala Futsal Planet,[1] prema izboru novinara diljem svijeta. Tako je drugu uzastopnu godinu ta nagrada otišla hrvatskim sucima, nakon što ju je godinu prije dobio Saša Tomić.[3]
- Dobio je godišnju nagradu Umbro Futsal Award za najboljeg sudca na svijetu.[1]